# جون كينيدي (سياسي إسكتلندي)
جون كينيدي (بالإنجليزية: John Noble Kennedy)‏ هو عسكري وسياسي بريطاني، ولد في 1893، وتوفي في 15 يونيو 1970 في إسكتلندا في المملكة المتحدة.